# 上毛野氏永
上毛野 氏永（かみつけの の うじなが）は、平安時代前期の貴族。姓は朝臣。官位は従五位下・石見権守。

## 経歴
式部大丞を経て、元慶6年（882年）従五位下に叙爵する。のち石見権守に任ぜられて同国へ赴任するが、武装させた百姓217人を率いる邇摩郡大領・伊福部安道と那賀郡大領・久米岑雄らに包囲され、行政が法に則っていないことを理由に印匙や駅鈴等を奪い取られてしまう。氏永は包囲を逃れて石見介・忍海山下氏則の館に姿を隠す。しかし、夜間に外で数10人の声がするのを聞いて、氏則も大領らと共謀していると考えた氏永は、剣で氏則の妻・下毛野屎子と従女・大田部西子を傷つけて、屎子が身につけていた大衣1領を奪い、自らそれを被って逃げ去って山中に隠れた。その後、石見掾・大野安雄が郡司百姓37名を率いて氏永を捕獲し、身体の自由を奪って倉庫の中に閉じ込めた。
その後、氏永と氏則はそれぞれ朝廷に以下の訴状を提出するが、訴状の内容が全く異なっていたため、元慶8年（884年）6月に訴訟を推問するために、式部大丞・坂上茂樹と勘解由主典・凡康躬が石見国へ派遣された。
- 石見権守・上毛野氏永

傍吏が賊兵を発して氏永を殺そうとした。具体的には、凶賊に命令して印匙や駅鈴等を奪取させ、氏永を杖で打ち据え、地面に打った杭に鎖で手足を張り付け、倉庫の裏に閉じ込めた。
- 石見介・忍海山下氏則

邇摩郡大領・伊福部安道が部内の百姓を率いて襲来し、石見権守・下毛野朝臣氏永を包囲して、行政が法に則っていないとして印匙を奪い取って傍吏に渡してしまった。この際、氏永は氏則の妻・下野屎子を剣で切りつけ傷を負わせた。
仁和元年（885年）10月に刑部省がこの事件に関する断文を太政官に提出、12月に外記が太政官論奏の文書を作成する。しかし、中納言・在原行平と参議・橘広相がなかなか署名に同意せず、翌仁和2年（886年）5月になってようやく署名がなされ、太政官論奏が行われて事件が決着した。なお、この氏永を襲った伊福部安道や久米岑雄らは断罪されたが、傷害を起こした氏永も解官された。さらに同年12月には氏永は従五位下の位記を破棄されている。
関係者に対する処罰内容は以下の通り。
| 氏名                   | 官位                   | 処罰内容                |
| ---------------------- | ---------------------- | ----------------------- |
| 伊福部安道             | 外正八位下・邇摩郡大領 | 解官、徒罪2年、贖銅10斤 |
| 久米岑雄               | 外正六位下・那賀郡大領 | 贖銅9斤                 |
| 一道（俗名：藤原数直） | 延暦寺僧侶             | 還俗、徒罪1年           |
| 上毛野氏永             | 従五位下・石見権守     | 官位剥奪                |
| 大野安雄               | 従七位下・石見掾       | 解官、徒罪1年           |

## 官歴
『日本三代実録』による。
- 時期不詳：正六位上。式部大丞
- 元慶6年（882年） 正月7日：従五位下
- 元慶8年（884年） 6月23日：見石見権守
- 仁和2年（886年） 5月12日：解石見権守。12月28日：毀位記